# Axel (piłkarz)
Axel, właśc. Axel Rodrigues de Arruda (ur. 9 stycznia 1970 w Santosie) – piłkarz brazylijski, występujący podczas kariery na pozycji pomocnika.

## Kariera klubowa
Axel karierę piłkarską rozpoczął w klubie Santos FC w 1989. W Santosie 5 listopada 1989 w wygranym 2-1 meczu z SC Internacional Axel zadebiutował w lidze brazylijskiej. W latach 1993–1997, 1998 i 2000 Axel występował w São Paulo FC. Z São Paulo zdobył mistrzostwo stanu São Paulo – Campeonato Paulista w 2000 oraz Copa CONMEBOL 1994.
W sezonie 1997–1998 jedyny raz w karierze występował w Europie w drugoligowej hiszpańskiej Sevilli FC. W kolejnych latach występował m.in. w: Athletico Paranaense, Sporcie Recife, Botafogo Ribeirão Preto<, japońskim Cerezo Osaka, Portuguesie Santiście Santos, Paranie i Figueirense FC.
W Figueirense 25 sierpnia 2005 przegranym 0-1 meczu z Clube Atlético Mineiro Axel po raz ostatni wystąpił w lidze. Ogółem w latach 1989–2005 w lidze brazylijskiej wystąpił w 180 meczach, w których strzelił 9 bramek. W 2010 Axel mimo 40 lat występował w klubie Camboriú FC.

## Kariera reprezentacyjna
Axel jedyny raz w reprezentacji Brazylii wystąpił 23 września 1992 w wygranym 4-2 towarzyskim meczu z reprezentacją Kostaryki.